# Hypopyra africana
Hypopyra africana är en fjärilsart som beskrevs av Kirby 1896. Hypopyra africana ingår i släktet Hypopyra och familjen nattflyn. Inga underarter finns listade i Catalogue of Life.